# Стоян Бучов
Стоян Борисов Бучов е български учител, етнограф и поет.

## Биография
Завършва Учителския институт за прогимназиални учители в Стара Загора (Старозагорската даскалоливница) през 1955 г.
Работи като крепач в трудовия тунел на язовир „Искър“, зидаромазач в Кърджали, Средногорци, Мадан, Рудозем, златотърсач по река Луда Яна в село Бъта, Панагюрско, по река Каси дол – Белчинско, река Слатина, Ковачевско. Учител по български език и литература в няколко селски и две градски училища.

## Произведения
В двутомното издание „Цари мали град“, посветено на миналото на родното му село Белчин, проследява прехода от традиционния към модерния начин на живот. В първия том на книгата с огромна любов описва патриархалните нрави, особеностите на земеделския поминък на старите обитатели на Белчин, както и някои твърде интересни техни обичаи и ритуали. Направил е опит за обхващане на продължителен период от време – от прабългарската езическа епоха, през мрачните времена на османското владичество, до залеза на българския традиционен начин на живот през 1950-те и 1960-те години. Във втори том на книгата изследва някои от родовете в Белчин.